# Johan Gustaf Rothoff
Johan Gustaf Rothoff, född 7 augusti 1812 på Västanå bruk i Viksjö socken, död 20 februari 1891 i Umeå, var borgmästare i Umeå stad från 1844 fram till sin död. Innan Rothoff blev borgmästare hade han varit stadsfiskal och stadsnotarie i Umeå.
Som borgmästare var Rothoff, tillsammans med många stadsbor, invecklad i långvariga och bittra fejder med Västerbottens läns landshövding Gustaf Adolf Montgomery. Denne kritiserades flitigt i tidningen Hvad har händt?, för vilken Rothoff var redaktör.
Efter stadsbranden 1888 donerade Rothoff 75 000 kr till uppförande av en ny kyrka och ett rådhus i sten. Genom testamente erhöll staden även nära 70 000 kronor efter hans död. Rothoff har hedrats i Umeå genom att få ge namn till Rothoffsvägen på Haga.
Rothoff är begravd på Västra kyrkogården i Umeå.